# Эболи, Франческо
Франческо Эболи (Эволи), герцог Кастропиньяно (итал. Francesco Eboli (Evoli), duca di Castropignano, 6 сентября 1693 — 20 января 1758) — южноитальянский дворянин и военный, воевавший на испанской стороне в войнах XVIII века.

## Биография
Франческо был старшим сыном Доменико (герцога Кастропиньяно) и Кончезии Караччоло. Во время войны за испанское наследство пошёл на службу к испанскому королю Филиппу V. После того, как в 1707 году Южная Италия была захвачена войсками Габсбургов, потерял права на наследственные владения, и вновь их обрёл лишь после заключения в 1725 году Венского союза, восстановившего сторонников Бурбонов в их правах на территориях, подвластных австрийской короне.
В 1733 году в звании генерал-лейтенанта принял участие в завоевании Южной Италии для испанского инфанта — пармского герцога Карлоса. Он командовал испанскими войсками в первом сражении этой кампании — захвате 24 декабря крепости Брунелла в Луниджане; Карло Иноченцо Фругони — придворный поэт пармского двора — воспел этот бой в стихах, сложив сонет в честь герцога. Отличившись в битве при Битонто, где он командовал неаполитанской кавалерией, Эболи захватил крепость Пескара, куда отступили из Бари австрийские войска. За свои заслуги он в 1737 году был произведён в гранды Испании.
Эболи попытался получить назначение вице-королём в Сицилию, но вместо этого был в 1739 году назначен испанским послом в Париж. Когда в 1741 году разразилась война за австрийское наследство, он был отозван на родину, чтобы воевать в Ломбардии против австро-сардинской армии. Однако Великобритания выступила на стороне Австрии, и после того, как в августе 1742 года она пригрозила бомбардировкой Неаполя, ему пришлось отступить.
В 1744 году принял участие в битве при Веллетри, которой командовал лично король Карлос.

## Семья и дети
28 мая 1735 года Франческо Эболи женился на Зенобии Ревертере, дочери Никола Ипполито (герцога Саландры). У них было двое детей: Мариано, и Мария Джованна — мать писателя Микеле Мария Милано.